# Bernisse
Bernisse  è una località dei Paesi Bassi situata nel comune di Nissewaard, nella provincia dell'Olanda Meridionale. È stato un comune autonomo fino al 31 dicembre 2014.